# Tasmanoplana
Tasmanoplana ist eine Gattung der Landplanarien, die in Australien vorkommt.

## Merkmale
Individuen der Gattung Tasmanoplana haben einen länglichen, subzylindrischen Körper, der auf der Bauchseite abgeflacht ist. Die Kriechsohle nimmt mehr als zwei Drittel der Körperbreite ein. Die vielen kleinen Augen verteilen sich in einer Reihe entlang der Körperränder vom Vorder- bis zum Hinterende.
Die parenchymale Muskulatur weist sehr starke und kompakte Längsfaser auf, die einen Ring um das Intestinum bilden. Zum Kopulationsapparat gehört eine kleine Penispapille und ein Divertikel, das sich bauchseitig zum weiblichen Atrium genitale in einen Kopulationskanal öffnet.

## Etymologie
Der Gattungsname Tasmanoplana ist eine Kombination aus Tasmanien, der Insel, auf der Charles Darwin das erste Individuum der Gattung sammelte, und dem lateinischen Wort plana (dt. flach).

## Arten
Zur Gattung Australoplana gehören drei Arten:
- Tasmanoplana balfouri (von Graff, 1899)
- Tasmanoplana comitatis (Dendy, 1915)
- Tasmanoplana tasmaniana (Darwin, 1844)